# Ingrid Schubert
Ingrid Schubert (Essen, West-Duitsland, 29 maart 1953) is een schrijfster en illustrator van kinderboeken en prentenboeken uit de Nederlandstalige jeugdliteratuur.

## Biografie
Na een opleiding (vrije schilderkunst) aan de kunstacademie van Münster (Duitsland) kreeg ze samen met Dieter Schubert een beurs voor de Rietveld Academie. Naar aanleiding van een opmerking van Piet Klaasse begonnen ze samen aan een prentenboek. Het resultaat werd Er ligt een krokodil onder mijn bed! (1980). Hoewel ze de meeste boeken samen maken, kreeg Dieter Schubert voor het enige boek waar alleen zijn naam opstaat - Monkie (1986) - een Gouden Penseel. Op de vraag wat hun werk typeert zegt Ingrid Schubert: "De subtiele grapjes, als ik dat mag zeggen. Soms moet je drie keer kijken tot je de details ziet die we met heel veel plezier in de tekening gestopt hebben. Maar ook onze nauwkeurigheid."

## Bestseller 60
| Boeken met noteringen in de Nederlandse Bestseller 60 | Jaar van verschijnen | Datum van binnenkomst | Hoogste positie | Aantal weken | Opmerkingen                         |
| ----------------------------------------------------- | -------------------- | --------------------- | --------------- | ------------ | ----------------------------------- |
| Mijn held                                             | 2004                 | 08-09-2004            | 12              | 6            | in samenwerking met Dieter Schubert |
| Krokodil is jarig                                     | 2005                 | 09-02-2005            | 31              | 3            | in samenwerking met Dieter Schubert |
| Net mensen                                            | 2006                 | 11-10-2006            | 26              | 2            | in samenwerking met Dieter Schubert |
| De paraplu                                            | 2010                 | 13-10-2010            | 21              | 2            | in samenwerking met Dieter Schubert |
| Rinus                                                 | 2023                 | 15-01-2025            | 6               | 5            | in samenwerking met Dieter Schubert |
| Rinus (met knuffel)                                   | 2024                 | 15-01-2025            | 9               | 5            | in samenwerking met Dieter Schubert |
| Rinus (mini)                                          | 2024                 | 29-01-2025            | 1(1wk)          | 5            | in samenwerking met Dieter Schubert |